# Le Val
Le Val este o comună în departamentul Var din sud-estul Franței. În 2009 avea o populație de 2.656 de locuitori.

## Evoluția populației
| An        | 1975 | 1982 | 1990  | 1999  | 2006  | 2009  |
| --------- | ---- | ---- | ----- | ----- | ----- | ----- |
| Populație | 424  | 684  | 1.474 | 2.063 | 2.650 | 2.656 |